# Ulota hutchinsiae
Espèce
Synonymes
- Orthotrichum americanum P. Beauv.[2]
- Ulota americana (P. Beauv.) Limpr.[3]
- Ulota hutchinsiae var. hutchinsiae[2]
- Ulota nigricans Brid.[2]

Jubula hutchinsiae est une espèce de bryophytes de la famille des Jubulaceae. 

## Étymologie
L’épithète spécifique hutchinsiae est un hommage à la botaniste et phycologue irlandaise Ellen Hutchins.

## Liste des variétés
Selon The Plant List (9 août 2020) :
- variété Ulota hutchinsiae var. rufescens (E. Britton) Dixon

Selon Tropicos (9 août 2020) (Attention liste brute contenant possiblement des synonymes) :
- variété Ulota hutchinsiae var. hutchinsiae
- variété Ulota hutchinsiae var. rufescens (E. Britton) Dixon